# Новое Булдеево
Но́вое Булде́ево (чув. Кушкӑ) — деревня в Цивильском районе Чувашской Республики. Входит в состав Опытного сельского поселения.

## География
Находится на левобережье реки Малый Цивиль приблизительно в 9 км к югу от районного центра города Цивильск, вблизи автодороги А-151 (Цивильск — Ульяновск).

## История
Известна с 1719 года как деревня с 6 дворами и 41 мужчиной. В XIX веке околоток деревни Первое Чемерчеево. В 1747 году было учтено 35 мужчин, в 1795 — 9 дворов, 55 жителей, 1858—105 жителей, 1897—132 жителя, 1926 — 50 дворов, 247 жителей, 1939—312 жителей, 1979—194. В 2002 году было 52 двора, в 2010 — 30 домохозяйств. В период коллективизации был образован колхоз «Çĕнĕ çул», в 2010 году действовал ФГУП «Колос».

## Население
| 2010 | 2011 | 2012 | 2014 | 2016 |
| ---- | ---- | ---- | ---- | ---- |
| 58   | ↗68  | →68  | ↗73  | ↘67  |

Постоянное население составляло 81 человек (чуваши 100 %) в 2002 году.